# Gonzalo Lama
Gonzalo Lama (* 27. April 1993 in Santiago de Chile) ist ein chilenischer Tennisspieler.

## Karriere
Gonzalo Lama spielt hauptsächlich auf der ATP Challenger Tour und der ITF Future Tour. Er konnte bislang vier Einzel- und zwei Doppelsiege auf der Future Tour feiern. Auf der Challenger Tour gewann er bis jetzt das Einzelturnier in Cali im Jahr 2014.
Gonzalo Lama spielt seit 2014 für die chilenische Davis-Cup-Mannschaft. Für diese trat er in zwei Begegnungen an, wobei er im Einzel eine Bilanz von 2:1 aufzuweisen hat.

## Erfolge
| Legende (Anzahl der Siege)  |
| Grand Slam                  |
| ATP World Tour Finals       |
| ATP World Tour Masters 1000 |
| ATP World Tour 500          |
| ATP World Tour 250          |
| ATP Challenger Tour (2)     |

### Einzel

#### Turniersiege
| Nr. | Datum          | Turnier   | Belag | Finalgegner       | Ergebnis      |
| --- | -------------- | --------- | ----- | ----------------- | ------------- |
| 1.  | 4. Mai 2014    | Cali      | Sand  | Marco Trungelliti | 6:3, 4:6, 6:3 |
| 2.  | 24. April 2016 | São Paulo | Sand  | Ernesto Escobedo  | 6:2, 6:2      |